# Dobokay Sándor
Dobokay Sándor (Doboka, 1565. – Zágráb, 1621. október 13.) hitszónok.

## Élete

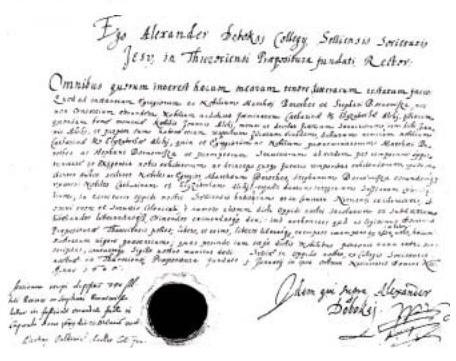
Dobokay Sándor levele, 1605

A jezsuita rend kolozsvári iskolájában tanult Arator István keze alatt; Iskolatársai többek között Pázmány Péter, Forró György és Vásárhelyi Gergely voltak. 1587-ben lépett be a rendbe, utána Pozsonyban és Bécsben tanult. Előbb Vágsellyén hitszónok, utána Turócban tábori szónok lett. Két ízben vezette a vágsellyei kollégiumot, ebben az időszakban több munkát fordított magyarra. 
Miután 1608-ban a jezsuitákat megfosztották magyarországi birtokaiktól Bécsbe költözött, majd különböző főuraknál szolgált papként. 1612-ben Zágrábban volt a rendház főnöke, 1614-19-ben pedig a homonnai kollégium rektora. A kollégium megszüntetésekor a zágrábi rendházba vonult vissza, ott is halt meg.
Balassi Bálint gyóntatójaként 1594. május 26-án jelen volt a haldokló költő mellett, és annak „Campianus Edmond… Tiz Magiarul irott okai… Viennae, 1607" című fordítását befejezte, s azt Forgách Zsigmond Nógrád megyei főispánnak, Bécsben 1606-ban ajánlotta.